# Luisa Spagnoli
Luisa Spagnoli, nascuda com a Sargentini (Perusa, 30 d'octubre de 1877 - Saint-Maür- des-Fossés,  París, 21 de setembre de 1935), va ser una empresària italiana, coneguda sobretot per la creació del bombó de xocolata Bacio Perugina i per la cadena de botigues de roba que porta el seu nom.

## Biografia
Nascuda de Pasquale Sargentini, un peixater, i Maria Lo Conte, una mestressa de casa, es va casar amb Annibale Spagnoli amb poc més de vint-i-un anys. Tots dos es van fer càrrec d'una botiga de confitures i, poc després, van començar a produir també altres dolços i llaminadures. Del seu matrimoni van néixer quatre fills: Mario, Armando, Maria i Aldo.

### Luisa Spagnolii l'empresa Perugina
El 1907, juntament amb Francesco Buitoni i Leone Ascoli, va obrir una petita empresa amb seu al centre històric de Perusa, Perugina, amb quinze empleats. Amb l'esclat de la Primera Guerra Mundial, només la senyora Spagnoli i els seus fills Mario i Aldo van quedar per dirigir la fàbrica. Al final de la guerra, Perugina ja era un fabricant amb més de cent empleats.
El 1922, Annibale Spagnoli es va retirar de l'empresa a causa de friccions internes. Això va marcar l'inici de la història d'amor entre Luisa i Giovanni Buitoni, fill del seu soci Francesco. Pocs testimonis i records de les persones més properes a la parella parlen d'un vincle que era profund però privat: mai van anar a viure junts. Perquè Luisa, ara al consell d'administració de Perugina, també va començar el seu compromís amb la construcció d'estructures socials que milloressin la vida dels empleats. Va fundar l'escola bressol de la fàbrica de Fontivegge (considerada la més avançada d'Europa en el sector de la rebosteria). Va inventar el famós bombó de xocolata anomenat Bacio Perugina. A la dècada de 1930, el seu fill Aldo (1906-1992) va ser el creador de la campanya publicitària vinculada al programa de ràdio Els quatre mosqueters.

### L'AngoraLuisa Spagnoli
Al final de la Primera Guerra Mundial, també va llançar una nova empresa: la cria d'aviram i conills d'angora. Els conills no es mataven ni esquilaven, sinó que es pentinaven amb amor per obtenir la llana d'angora per al fil. "L'Angora Spagnoli" va néixer al suburbi de Santa Lucia per a la creació de xals, boleros i roba de moda. La menció a la Fira de Milà com a «producte excel·lent» va animar Luisa a multiplicar els seus esforços: hi havia 8.000 criadors que enviaven per correu el pèl pentinat d'almenys dos-cents cinquanta mil conills a Perusa.
Luisa Spagnoli no va viure per veure l'empresa enlairar-se de debò, un fet que va començar uns quatre anys més tard sota el lideratge del seu fill Mario. Li van diagnosticar càncer de gola. Giovanni Buitoni la va traslladar a París per garantir la millor atenció possible i va romandre amb ella fins a la seva mort el 1935, a l'edat de gairebé 58 anys. Està enterrada a la cripta adjacent a les fàbriques Luisa Spagnoli Angora a Santa Lucia.
A la dècada del 1940, en una època en què molts patien gana i fred, els Spagnoli van regalar als seus treballadors camises, mitjons i llana per valor de 4.000 lires per Nadal. La fàbrica de Santa Lucia tenia una piscina per als empleats. Es van construir cases adossades (que encara existeixen avui dia) per a treballados i treballadores i es van organitzar escoles bressol per als nens, així com balls, partits de futbol, competicions i festes.

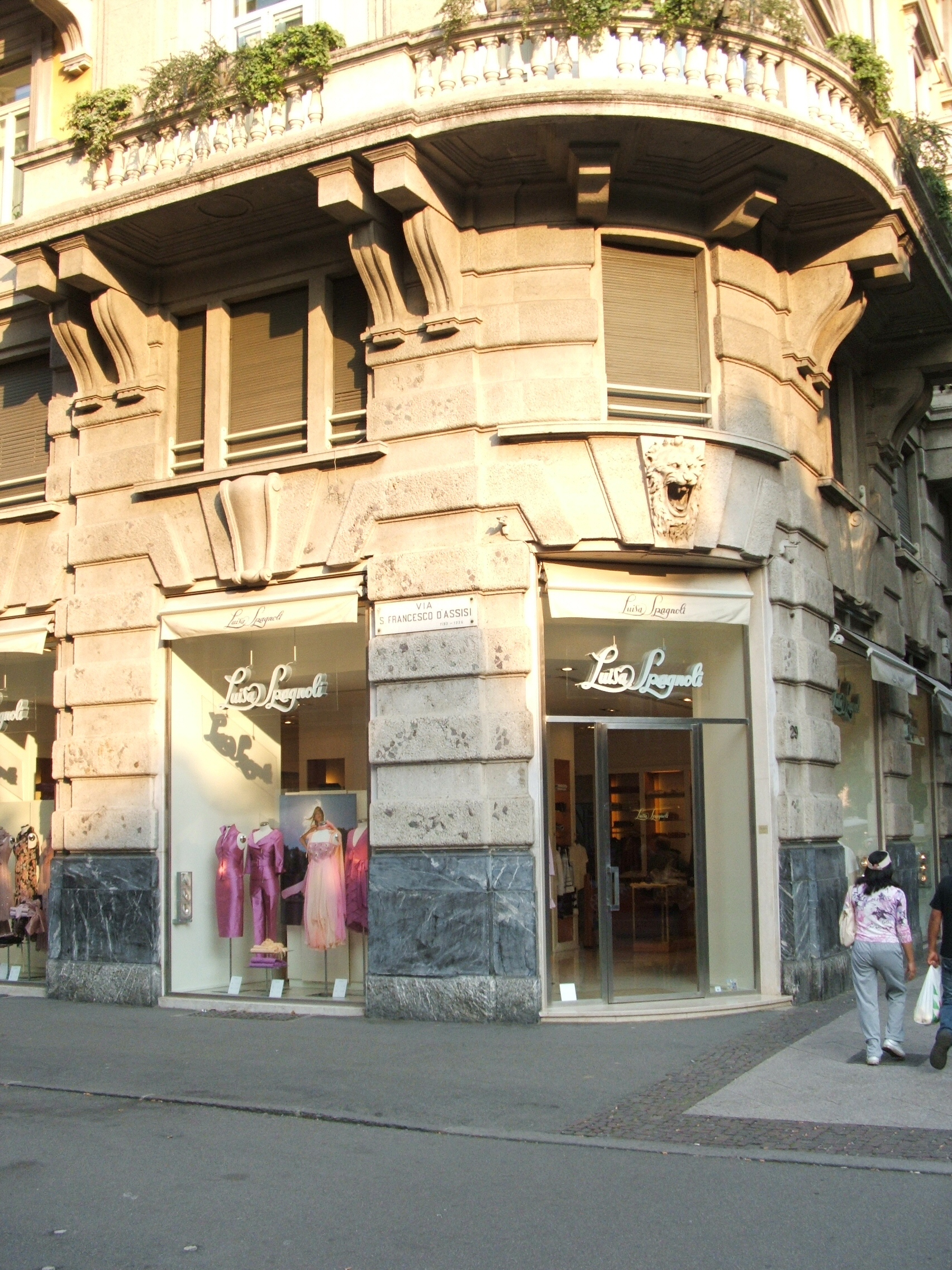
Una botiga Luisa Spagnoli a Bèrgam, tancada l'octubre de 2024

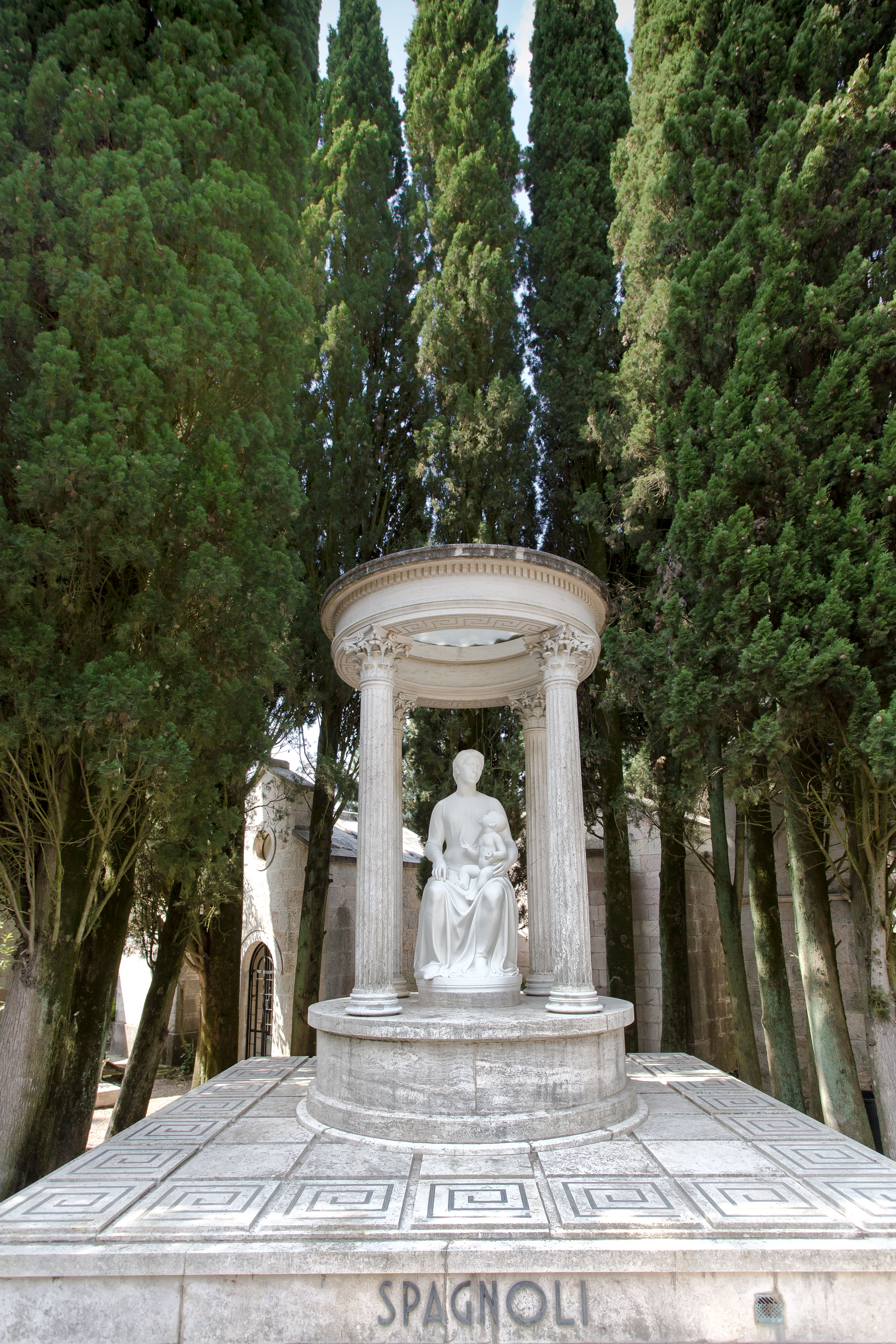
La cripta de la família Spagnoli al cementiri monumental de Perusa

### La fase industrial i les botiguesLuisa Spagnoli
Després de la seva mort, el 1937, juntament amb el seu fill Mario, l'empresa fundada per Luisa Spagnoli va passar de ser un negoci artesanal a industrial. Ell va ser el responsable de la invenció, el 1942, de dos productes patentats: una pinta per pentinar i recollir la llana i unes alicates per tatuar conills d'angora.
El 1947, Mario va construir la nova fàbrica Angora City, al voltant de la qual va créixer una comunitat autosuficient, on el benestar i l'esbarjo formaven part del cicle de producció. A la dècada del 1960 també va fundar el parc infantil Sunday City, originalment anomenat Spagnolia, que encara avui és una atracció turística popular (un gran retrat de Luisa Spagnoli es troba a l'entrada).Amb el seu fill Annibale, conegut com a Lino, empresari i president del Perugia Calcio, la producció es va diversificar encara més i va néixer la xarxa comercial de botigues i establiments outlet Luisa Spagnoli, avui present a tot el món, sempre amb seu a Perusa.
El 1952, l'empresa Luisa Spagnoli va participar com a boutique de moda juntament amb altres prestigioses marques d'alta costura de l'època, com ara Vincenzo Ferdinandi, Roberto Capucci, Giovannelli-Sciarra, Sartoria Antonelli, Germana Marucelli, Polinober, Sartoria Vanna, Jole Veneziani i altres empreses i cases de moda, com ara Emilio Pucci, Mirsa i "La Tessitrice dell'Isola" de Clarette Gallotti, en la desfilada de moda que va tenir lloc per primera vegada la famosa Sala Bianca del Palazzo Pitti de Florència. Una Oriana Fallaci molt jove, enviada pel setmanari Epoca, va informar de la història.

## En la cultura de masses
Luisa Spagnoli  va ser una minisèrie de televisió emesa a la Rai 1 en dos episodis l'1 i el 2 de febrer de 2016, dirigida per Lodovico Gasparini i protagonitzada per Luisa Ranieri en el paper de l'empresària.